# Demétrius Conrado Ferraciú
Demétrius Conrado Ferraciú (San Paolo, 17 luglio 1973) è un ex cestista e allenatore di pallacanestro brasiliano.

## Carriera
Con il Brasile ha disputato i Giochi olimpici di Atlanta 1996, due edizioni dei Campionati mondiali (1998, 2002) e cinque dei Campionati americani (1993, 1997, 1999, 2001, 2003).